# Aleksiej Żełtow
Aleksiej Siergiejewicz Żełtow (ros. Алексей Сергеевич Желтов, ur. 15 sierpnia?/28 sierpnia 1904 w Charkowie, zm. 29 października 1991 w Moskwie) – radziecki dowódca wojskowy, generał pułkownik, Bohater Związku Radzieckiego (1945).

## Życiorys
Pochodził z rosyjskiej rodziny robotniczej. Od września 1924 służył w Armii Czerwonej, w 1927 skończył moskiewską szkołę piechoty, w 1937 Akademię Wojskową im. Frunzego, a w 1938 kursy wojskowo-polityczne. Od sierpnia 1927 dowodził plutonem, 1930-1931 był pomocnikiem dowódcy, potem dowódcą kompanii, od 1929 należał do WKP(b), od 1937 był pracownikiem partyjno-politycznym armii. Od lipca 1939 do sierpnia 1941 był członkiem Rady Wojennej Nadwołżańskiego Okręgu Wojskowego, następnie Frontu Dalekowschodniego.
Od września 1941 walczył w wojnie z Niemcami jako członek Rady Wojennej Frontu Karelskiego. Od lipca do września 1942 był członkiem Rady Wojennej 63. Armii, następnie Frontu Dońskiego, od października 1942 do października 1943 Frontu Południowo-Zachodniego, następnie do końca wojny 3. Frontu Ukraińskiego. Brał udział m.in. w obronie radzieckich obszarów podbiegunowych, walkach na Ukrainie, w Mołdawii, Rumunii, Bułgarii, Węgrzech, Jugosławii i Austrii.
Od lipca 1945 do lipca 1950 był członkiem Rady Wojennej Centralnej Grupy Wojsk i zastępcą Najwyższego Komisarza ZSRR Komisji Sojuszniczej ds. Austrii, od lipca 1950 do stycznia 1951 członkiem Rady Wojennej Turkiestańskiego Okręgu Wojskowego, od stycznia 1951 do kwietnia 1953 szefem Głównego Zarządu Kadr Armii Radzieckiej, a kwietnia 1953 do stycznia 1957 szefem Głównego Zarządu Politycznego Armii Radzieckiej i Floty Wojskowo-Morskiej. Później pracował w KC KPZR jako kierownik wydziału, 1959-1971 był szefem Akademii Wojskowo-Politycznej im. Lenina, od grudnia 1971 do listopada 1987 konsultantem Grupy Generalnych Inspektorów Ministerstwa Obrony ZSRR i jednocześnie 1971-1981 zastępcą przewodniczącego, a 1981-1988 przewodniczącym Radzieckiego Komitetu Weteranów Wojny, w listopadzie 1987 zakończył służbę wojskową. Był deputowanym do Rady Najwyższej ZSRR 2 kadencji (1946-1950) oraz 4 i 5 kadencji (1954-1962), a także deputowanym do Rady Najwyższej Uzbeckiej SRR 3 kadencji (1951-1954). Pochowany na Cmentarzu Wwiedieńskim w Moskwie.

## Awanse
- komisarz pułkowy (1937)
- komisarz dywizyjny (22 lipca 1939)
- komisarz korpusowy (19 czerwca 1940)
- generał porucznik (6 grudnia 1942)
- generał pułkownik (13 września 1944)

## Odznaczenia
- Złota Gwiazda Bohatera Związku Radzieckiego (21 lutego 1978)
- Order Lenina (sześciokrotnie, pierwszy raz 24 marca 1943)
- Order Czerwonego Sztandaru (czterokrotnie)
- Order Suworowa I klasy (13 września 1944)
- Order Kutuzowa I klasy (dwukrotnie - 19 marca 1944 i 13 września 1945)
- Order Wojny Ojczyźnianej I klasy (11 marca 1985)
- Order Czerwonej Gwiazdy
- Order „Znak Honoru”

i medale.